# Caiabis
Os Caiabis, também grafado como Kayabi ou Kawaiwete, são um povo indígena do Brasil que habita o norte do estado de Mato Grosso. Vivem principalmente no Parque Indígena do Xingu e na Reserva Indígena Apiaká-Kayabi, ao sul do Pará. Existem aproximadamente 1.300 Caiabis vivendo no Parque Indígena do Xingu.
Embora residissem numa reserva com outros 14 grupos indígenas, os Caiabis ainda permaneciam muito heterogêneos. Mantiveram seu modo de vida tradicional e praticaram seus costumes inalterados durante séculos. Foi esse anseio pela preservação da cultura e da vida que os obrigou a deixarem suas terras de origem e buscarem abrigo e proteção. Durante os tempos coloniais, os povos indígenas tiveram as suas aldeias disseminadas, invadidas e até mesmo destruídas se estivessem localizadas em terras ricas em recursos. Muitos homens foram mortos e mulheres forçadas à escravatura durante tais atos de etnocídio. Inúmeros adoeceram com doenças que os europeus trouxeram consigo, incluindo varíola, sarampo, catapora, tuberculose, febre amarela e outras formas do vírus da gripe.

## Nome
São conhecidos por vários nomes, nomeadamente: Caiabi, Parua, Maquiri, Kawaiwete e muitas outras romanizações da palavra Kaiabi.

## História

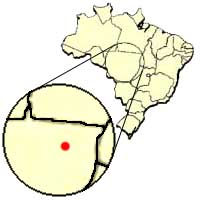
Localização do Parque Indígena do Xingu

O povo Caiabi juntamente com outros povos indígenas ocuparam grandes áreas dentro do Brasil. Em aldeias relativamente autossuficientes ao longo da costa do país e da foz do Amazonas, essas pessoas prosperaram como pescadores, caçadores e agricultores. A presença cada vez maior de europeus causou sistematicamente uma hemorragia cultural no povo Caiabi.
Em 1961, após séculos de contato forçado e tratamento desumano nas mãos de colonos e empresas europeias, uma área foi finalmente alocada para os povos indígenas do Brasil que enfrentavam as mesmas queixas que os Caiabi. Foi estabelecido o Parque Indígena do Xingu, uma reserva com cerca de 6,9 milhões de hectares de terra que abriga cerca de 5.500 habitantes, incluindo 1.000 Caiabis, de 17 clãs diferentes.
O povo Caiabi começou a se mudar para o Parque Indígena do Xingu no início da década de 1950. O grupo enfrentou a invasão de suas terras e cultura por empresas, o que gerou sua fuga para o parque indígena. Houve três migrações distintas: a primeiro na década de 1950 na região do alto Rio Teles Pires no estado do Mato Grosso, outro em 1966 na região do Rio dos Peixes (afluente do Rio Arinos) e, por último, durante a década de 1970 e início da década de 1990 outras famílias migraram do estado do Pará, localizado ao longo do Rio Teles Pires.
Como mencionado anteriormente, os Caiabi começaram a se mudar para o Parque não apenas para proteger sua cultura, mas também para escapar da perseguição de seringueiros, madeireiros, agricultores, mineiros e outros euro-brasileiros que os expulsaram de suas terras, estupraram suas mulheres ou os assassinaram. Atualmente, cerca de 200 Caiabi ainda vivem em suas terras tradicionais, fora da Reserva do Xingu, e permanecem apenas por causa dos ancestrais que ali estão enterrados. Os Caiabi acreditam fervorosamente que os espíritos existem mesmo depois que seus ossos viraram pó. Acreditam que esses espíritos podem ser comunicados e procurados para obter bênçãos, proteção, etc. Portanto, como forma de respeito, alguns Caiabi se recusam a deixar essas terras, mas o mais importante, os ossos de seus ancestrais.

## Língua
Sua língua é a Língua Caiabi. É uma das línguas do tronco linguístico Tupi-Guarani. Atualmente um dos lugares onde mais pode se aprender a Língua Caiabi é no arquivo Dicionário Kayabi da SIL Internacional de 2005 que tem 194 páginas de pdf. Os Caiabis que vivem no Território Indígena Xingu (TIX) são predominantemente bilíngues. Alguns indivíduos, que vivem em aldeias com outros povos ou são casados com pessoas de outra etnia, falam uma segunda língua indígena, além do Caiabi e do Português. Existe um interesse crescente dos Caiabis que vivem no Xingu por trabalhos de registro de sua língua materna e de sua cultura. Dessa forma, eles têm buscado não apenas a documentação permanente de sua língua e cultura, mas também a produção de materiais didáticos para suas escolas e realização de projetos de revitalização e manutenção da língua.

## Economia

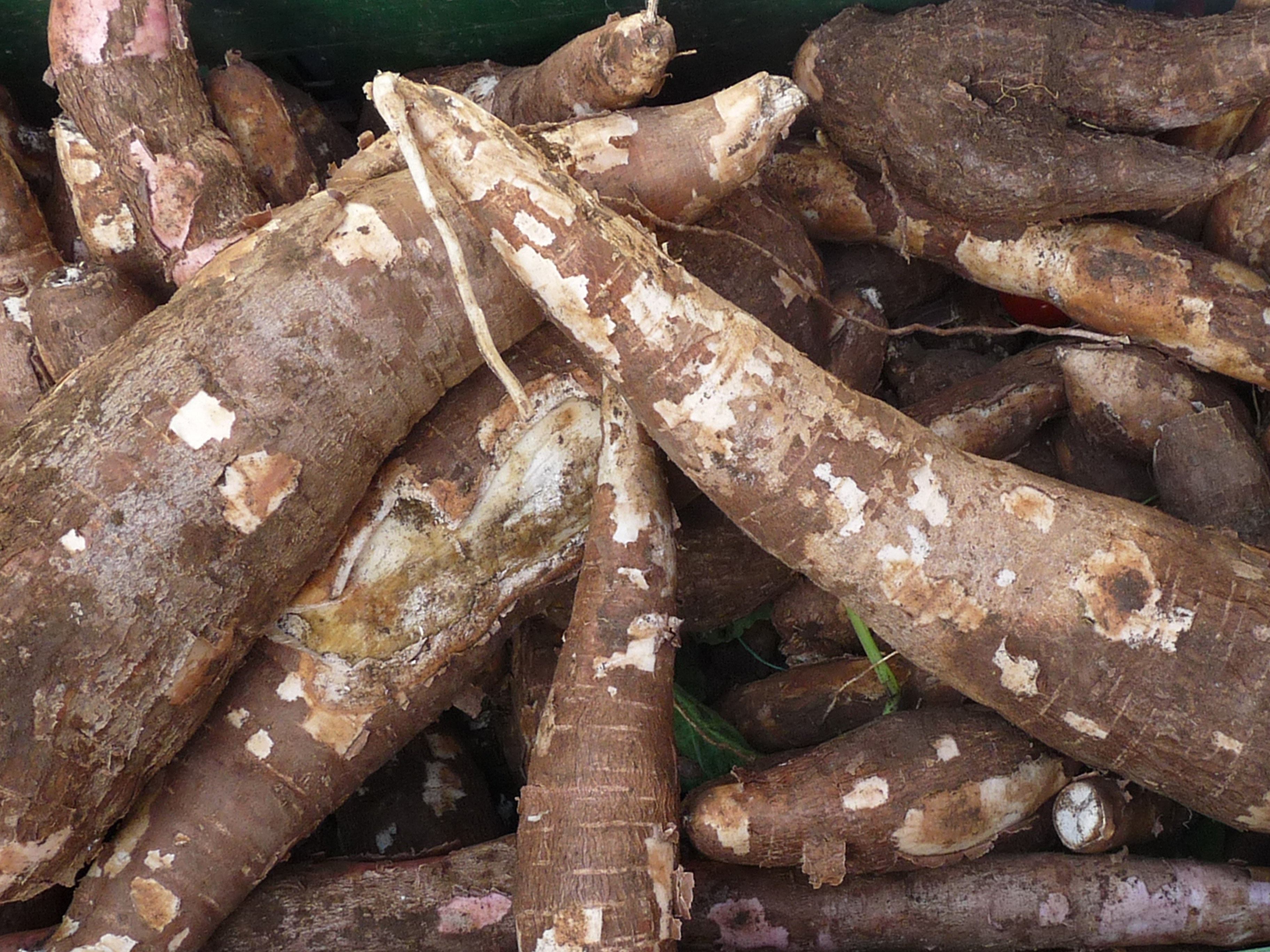
Raiz de mandioca; um alimento básico dos Caiabi

A terra para muitas culturas é uma fonte de vida, riqueza e divinação. Para o povo Caiabi a terra é a personificação dos três, de modo que tal povo indígena mantém uma forte ligação com suas terras. Embora considerados um povo de “tradição”, seus métodos de agricultura são bastante vastos. A sua horticultura é extremamente diversificada, contendo dezenas de variedades de plantas domesticadas e um sistema agrícola bastante elaborado. Como resultado da sua sociedade baseada na agricultura, existem quatro estações principais ao longo do ano. São a derrubada de arbustos e árvores (maio), a retirada do entulho (junho), a queima da área desmatada (agosto) e finalmente o plantio em setembro e outubro. Essas práticas são semelhantes ao que conhecemos como queimadas. A colheita das culturas depende do método de cultivo utilizado.
O povo Caiabi possui dois tipos básicos de campos de cultivo ou fazendas: a saber, campos polivariedades de mandioca e campos policulturais segundo a técnica da queimada. No primeiro são plantadas quase exclusivamente as diferentes variedades de mandioca utilizadas para a produção de farinha, pães e mingaus. Nas roças policulturais são plantadas diversas espécies que exigem melhores tipos de solo (áreas de terra preta): milho, algodão, amendoim, batata, inhame, banana, feijão, cana-de-açúcar, abóbora e melancia e muitos outros alimentos básicos dos quais os Caiabi dependem.
As práticas alimentares dos Kaiabi refletem as de sua agricultura. Seus pratos são orgânicos, naturais e muito diversificados. Ainda hoje os frutos do mar e a caça selvagem são alimentos básicos importantes em sua dieta. Uma refeição típica consistia na farinha da raiz da mandioca, que poderia ser transformada em pão e consumida junto com um prato de peixe. Também são consumidos sucos de polpa de frutas, milho, amendoim e muitos outros produtos.

## Religião
Ao contrário da ideologia ocidental de que o tempo é linear, muitos povos indígenas acreditam que o tempo é cíclico. O que, por sua vez, conecta as pessoas que vieram antes com aquelas que ainda vivem. Porém, como a presença de seres sobrenaturais não é sentida por todos os indivíduos, é necessária uma pessoa que atue como intermediária entre os humanos e o mundo sobrenatural. Dentro da sociedade Caiabi existem numerosos xamãs, que cumprem o papel intercessor. De acordo com o jornalista Tori McElroy, o papel de um xamã inclui aquilo que classificou como "O Círculo da Vida". Em outras palavras, nascemos, vivemos e morremos; alguns mais cedo do que outros, mas o processo ainda é o mesmo. Assim como as estações do ano representam diferentes épocas da colheita, também refletem a nossa jornada na vida. Ao xamã cabe a grande responsabilidade de compreender cada etapa e aconselhar, ajudar, curar e ensinar conforme necessário para o bem comum da comunidade. Isto muitas vezes significa colocar as necessidades da sociedade em primeiro lugar, antes das suas necessidades ou das necessidades da sua família.
Pode-se dizer que os xamãs são protetores das tradições que os Caiabi prezam. Não há dúvida de que os xamãs são membros especiais e importantes da sociedade, mas não participam exatamente das atividades normais da vida cotidiana da comunidade. Acredita-se que os xamãs adquiriram o dom da divinação através do encontro com uma doença grave, e com este evento é criada uma ligação entre os mundos sobrenatural e humano.

## Cultura

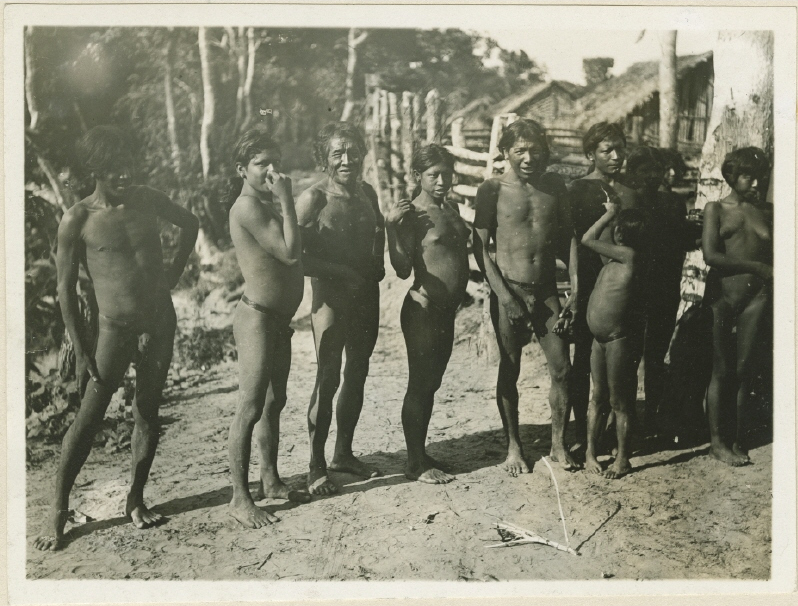
Caiabis em 1927

### Cosmologia
Segundo os Caiabi, o universo está dividido em segmentos sobrepostos. É o lar de vários seres poderosos. Alguns desses seres assumem a forma de animais chamados de “chefes animais”, os “anyang e mama'e” que segundo os Caiabi têm o poder de tirar as almas dos humanos. No ponto de vista ocidental estas divindades são semelhantes à morte. Também existem heróis culturais que se acredita terem ensinado aos Caiabi seu modo de vida. E finalmente, dentro do universo existem deuses e xamãs do céu. Este conto cosmológico é como os Caiabi acreditam que surgiram, assim como eles se veem e compreendem o seu lugar neste mundo.
Todo animal, cujo conceito inclui os humanos, possui um "ai'an" que significa alma. Os Caiabi acreditam que os humanos não recebem almas quando nascem, mas a recebem quando recebem seus nomes. O processo de nomeação é um acontecimento muito importante na vida de um Caiabi, já que seus nomes refletem a comunidade em que vive, sendo que cada um recebe um nome baseado no dia em que nasceu.

### Esquema de nomenclatura
Os nomes e o processo de nomenclatura são significativos na cultura Caiabi. Cada indivíduo adquire vários nomes ao nascer e ao longo da vida. Esses nomes representam uma série de eventos ou realizações pessoais, como ascensão de status ou experiências pessoais que alteram a vida. Os nomes podem ser retirados de antepassados ou de ocorrências dentro da comunidade (como o dia do mercado, o primeiro dia da semana ou o segundo dia da semana) e muito mais. A criança é responsável por dar a conhecer o seu nome ao resto da sociedade.

### Arte/artesanato
A cultura material do povo Caiabi é extremamente diversificada e complexa. Seu item de fabricação própria mais notável é a peneira. Existem diferentes tipos de peneiras como os "apàs" e o cesto, que é feito de tecido e desenhado pelos homens da aldeia. As mulheres se dedicam à confecção de redes e tipoias, que são tecidos com algodão cultivado e colhido em seus próprios campos. Atualmente, os principais itens produzidos são as golas feitas de tucum, lisas ou com figuras de inspiração animal, também confeccionadas por mulheres.